# Rosalba Cederman
Rosalba Maria Cederman, född Elfving 9 juni 1830 i Uleåborg, Finland, död 9 juni 1884 i Stockholm, var en finlandssvensk författare. Pseudonym: Alba Ödegård.   

## Biografi
Cederman föddes i Uleåborg 1830. Hennes föräldrar var räntmästaren Karl Gustaf Elfving och Anna Maria Ståhle och hon hade fyra syskon. 
Hon gifte sig 1849 med borgmästaren i Torneå Frans Julius Cederman, född i Nykarleby 1815, och fick med honom sex barn som alla dog innan de blivit 19 år. Då maken avlidit 1868 flyttade hon till Stockholm, där hon ägnade sig åt författarskap och hon dog där 1884.    
Debuten skedde med romanen Romfararens gåfva 1872 och hon lät ge ut ytterligare två prosaverk under pseudonymen Alba Ödegård. Hon medarbetade även i svenska kalendrar och tidskrifter och i finländska dagstidningar.
Cederman skrev pjäsen Dyveke som uppfördes på Nya Teatern i Stockholm 1884, men den spelades bara tre gånger, trots positiva omdömen i pressen. Ett handskrivet manus finns bevarat i Sveriges teatermuseums arkiv.
Hon har även gått till historien som författare till den första finländska science fiction-berättelsen skriven av en kvinna I Zululandet efter sjuhundratjugofem år. Den publicerades i Åbo Underrättelser 1880 och utgavs i bokform först 1998.